# Етьєн Луї Малюс
Етьєн Луї Малюс (фр. Étienne Louis Malus) (23 липня 1775 — 23 лютого 1812) — французький інженер, фізик і математик.

## Військова кар'єра
1793 року Малюс вступив в Інженерне училище в Мезьєрі, яке, однак, змушений був незабаром залишити; перейшовши в Політехнічне училище, він під керівництвом Гаспара Монжа зайнявся вивченням математичних наук. Після закінчення училища, 1796 року, Малюс вступив до складу чинної армії і брав участь в експедиції Наполеона до Єгипту. 1801 року Малюс повернувся до Франції, у 1802—1803 роках працював на фортах в Ліллі і в інших фортецях. З 1806 до 1809 року був помічником начальника фортеці Страсбург.

## Наукова робота
Потім його викликали до Парижа, де він обійняв посаду екзаменатора при Політехнічному училищі. Роботи його відносяться виключно до оптики; перші дослідження (1800—1807) з аналітичної оптики не представляють інтересу, так як викладені з точки зору ньютонової теорії світла. 1808 року Малюс відкрив явище поляризації світла відбиттям. Одночасно з Ж.-Б. Біо відкрив поляризацію світла при заломленні. 1810 року створив теорію подвійного променезаломлення світла в кристалах. Відкрив закон Малюса про інтенсивність світла, що пройшло через поляризатор. Придумав спосіб з'ясування напрямку оптичної осі кристала.
Малюс до кінця свого життя був затятим прихильником теорії емісії (ньютонової теорії світла). Явище поляризації він пояснював тим, що частки світла мають «полюси», як магніти. У звичайному світі полюси різних частинок спрямовані безладно. При поляризації відсортовуються лише частинки світла з певними напрямками полюсів. Від слова «полюс» Малюс придумав назву явища — «поляризація світла».

## Визнання
Мемуар Малюса про явища поляризації при відбитті й подвійному променезаломлення преміювала Паризька академія наук і нагородило Лондонське королівське товариство в Лондоні медаллю Румфорда. 1810 року Малюса обрали членом Французької академії наук.
Ім'я Малюса вигравійовано в списку 72 імен на Ейфелевій вежі.